# Jacques Haitkin
Jacques Adam Haitkin (* 29. August 1950 in New York; † 21. März 2023 in San Francisco) war ein US-amerikanischer Kameramann.

## Leben und Wirken
Jacques Haitkin besuchte zu Beginn der 1970er Jahre die University of Miami in Coral Gables, ehe er nach Brooklyn ging. Dort begann er seine fachliche Ausbildung an der Film School der New York University. Am American Film Institute in Los Angeles schloss er 1973 seine Ausbildung ab.
Bereits während seiner Ausbildung fotografierte Haitkin 1972 seinen ersten (noch kurzen) Film, Hot Dogs for Gauguin mit dem damals noch unbekannten Danny DeVito. Bekannt machte Haitkin vor allem seine Zusammenarbeit mit dem Regisseur Wes Craven, für den er 1983 den Horrorfilmklassiker Nightmare – Mörderische Träume fotografierte. Auch in Zukunft stand Haitkin bevorzugt bei Horrorstoffen hinter der Kamera, aber auch mehrfach bei Science-Fiction- und Actionfilmen. Keine dieser von ihm fotografierten Filme kam über die Qualität eines B-Pictures hinaus. Bei diversen A-Produktionen wie zuletzt The Expendables diente Haitkin in der Second Unit-Einheit.
Haitkin hatte zeitweise in Park City, US-Bundesstaat Utah, sowie in San Francisco und Van Nuys (beides Kalifornien) gelebt und ließ sich zu Beginn der 1990er Jahre in Malibu nieder.

## Filmografie (Kino)
| - 1977: Hot Tomorrows - 1978: The Hitter - 1979: Swap Meat - 1979: The Prize Fighter - 1979: The Private Eyes - 1980: Scharfer Schuss (Longshot) - 1981: Mount St. Helens – Der Killervulkan (St. Helens) - 1981: Planet des Schreckens (Galaxy of Terror) - 1982: Das Haus der Verdammten (The House Where Evil Dwells) - 1983: Flug aus der Hölle (Last Plane Out) - 1984: Nightmare – Mörderische Träume (A Nightmare on Elm Street) - 1984: Drei Engel auf der Todesinsel (The Lost Empire) - 1984: Zoff in der Hoover-Academy (Making the Grade) - 1985: Imagemaker – Im Zentrum der Macht (The Imagemaker) - 1985: Nightmare II – Die Rache (A Nightmare on Elm Street Part 2: Freddy’s Revenge) - 1986: Quiet Cool – Die Abrechnung (Quiet Cool) - 1987: Mein teuflischer Liebhaber (My Demon Lover) - 1987: The Hidden – Das unsagbar Böse (The Hidden) - 1987: Cherry 2000 - 1988: Tödliche Lippen (To Die For) - 1988: Der Dicke und die Schöne… zum Fressen gern (Lucky Stiff) - 1989: Cage Fighter - 1989: Shocker - 1989: The Ambulance - 1991: Heiße Scheine (We’re Talkin’ Serious Money) | - 1992: Mom und Dad retten die Welt - 1993: Der Sunset-Killer (Relentless 3) - 1993: Das Schweigen der Hammel (Il silenzio dei prosciutti) - 1994: Evoolver (Regie: Mark Rosman) - 1994: Fist of the North Star – Der Erlöser, Verfilmung des Mangas Fist of the North Star - 1994: Scanner Cop - 1996: Bloodsport 2 - 1997: Wes Craven’s Wishmaster - 1997: Babyhandel Berlin – Jenseits aller Skrupel (Assignment Berlin, Fernsehfilm) - 1998: The Base - 1999: The Glass Jar - 1999: The Chaos Factor - 2000: Whitmans Rückkehr - 2000: Faust: Love of the Damned - 2001: Codename - Elite - 2001: Layover - 2001: Storm Watch - 2002: Global Effect – Am Rande der Vernichtung - 2002: Im Fadenkreuz des Terrors (Face of Terror) - 2003: Art Heist - 2003: Shut Up and Kiss Me - 2004: The Curse of El Charro - 2004: 12 Days of Terror (Fernsehfilm) - 2007: The Deal - 2007: R. L. Stine’s Und wieder schlägt die Geisterstunde: Das Monster, das ich rief (The Haunting Hour: Don’t Think About It) - 2008: Reflections - 2008: Clean Break – Die schmutzige Wahrheit - 2010: Visible Scars |